# Serov
Serov (Russisch: Серов) is een stad in de Russische oblast Sverdlovsk en het bestuurlijk centrum van het district Serovski. Het is een mijnstad en commercieel centrum. De stad ligt aan de oostelijke uitlopers van de Oeral, aan de rivier de Kakva (zijrivier van de Sosva), 338 kilometer ten noorden van Jekaterinenburg. Het klimaat is er sterk continentaal, met in de winter regelmatig temperaturen van −30 °C.
Het aantal inwoners bedroeg bij de census van 2002 99.804 inwoners en is al jaren dalende.

## Geschiedenis
Uit archeologische vondsten blijkt dat het gebied al rond 1000 v.Chr. werd bewoond door de Mansi of hun voorouders.

### Ontstaan en groei
De huidige Russische stad werd gesticht in 1894, toen de trans-Siberische spoorweg ten zuiden van het gebied werd aangelegd. De manager van het mijnbouwdistrict Bogoslovsk Aleksandr Auerbach had in 1893 besloten dat er een gietijzer- en spoorrailfabriek moest komen aan de Kakvarivier aan het eind van een bestaande spoorweg, waarna ook de bouw van een arbeidersnederzetting bij de fabriek begon. De nederzetting werd Nadezjdinsk genoemd, naar de eigenares van het mijnbouwdistrict Nadezjda Polovtsova. In 1896 werd het eerste staal en de eerste rails geproduceerd. De fabriek was een belangrijke leverancier van rails aan de trans-Siberische Spoorlijn. Toen Mendelejev de plaats bezocht was hij aangenaam verrast door de hoogwaardige technologie waarmee werd gewerkt in de fabriek.
De plaats ontwikkelde zich tot het grootste ijzerverwerkingscentrum van de Oeral van voor de Russische Revolutie van 1917. Bij de Russische Revolutie van 1905 braken opstanden uit in de plaats die duurden tot 1908. Bij het begin van de Eerste Wereldoorlog werd de industrie van Nadezjinsk geherstructureerd om aan de militaire vraag te kunnen voldoen. In 1917 werd de fabriek van de gebroeders Klein hierheen verplaatst vanuit Riga. In dat jaar werkten er ook 3329 krijgsgevangenen en 1266 ingehuurde koelakken uit China en Korea om aan de vraag naar oorlogsmateriaal te kunnen voldoen.

### Sovjettijdperk
Op 27 oktober, twee dagen na de omwenteling tijdens de Oktoberrevolutie kreeg de arbeiderssovjet de plaats zonder bloedvergieten in handen. Op 18 december werd het hele mijnbouwdistrict inclusief de fabrieken genationaliseerd. In oktober 1918 heroverden de witten de plaats echter op de bolsjewieken en op 20 november, twee dagen na de aanstelling van admiraal Aleksandr Koltsjak als leider van de 'witten', werden 23 'roden' geëxecuteerd in Nadezjinsk. Een half jaar later, op 19 juli 1919 wisten de 'rode partizanen', die de Sovjets steunden, de plaats definitief te veroveren. De plaats was na al die gebeurtenissen voor een groot deel verwoest en doordat ook alle fabrieken niet meer werkten, vertrokken veel ingenieurs uit het gebied. De Sovjets herstelden de plaats en wisten de Nadezjinsk-fabriek weer op volle capaciteit te laten draaien in 1925. De plaats werd ook geherstructureerd. Straten en huisnummers werden veranderd en er werden een ziekenhuis en een circus gebouwd. De plaats kreeg stadsrechten in 1926. In 1930 werd de industrie sterk gediversificeerd.
De stad hield de naam Nadezjdinsk tot 1934, toen de naam werd veranderd in Kabakovsk, naar de eerste secretaris van het regionale Sverdlovsk-Sovjetcomité Ivan Kabakov. Hij viel echter in ongenade bij Stalin en werd geëxecuteerd in 1937, waarna de bewoners de stad weer omdoopten in Nadezjdinskom. Twee jaar later, op 7 juni 1939 besloot de Opperste Sovjet van de Sovjet-Unie echter in een decreet dat de stad hernoemd zou worden naar Serov, naar de in de Spaanse Burgeroorlog omgekomen luchtmachtpiloot en Held van de Sovjet-Unie Anatoly Serov. Deze was daarvoor werkzaam in de mijnbouw van Serov.
In de Tweede Wereldoorlog was Serov net als andere steden in de Oeral een belangrijke producent van oorlogsmateriaal, staal in het geval van Serov. In de fabrieken werkten veel vrouwen, doordat de meeste mannen naar het front werden gestuurd. Ook werden op bevel van Stalin vele fabrieken overgeplaatst vanuit Europees Rusland naar de Oeral, om ze uit handen van de Duitsers te houden. Deze omvatten voor Serov ziekenhuizen uit Polotsk en Smolensk en het Leninski Komsomol Theater uit Sint-Petersburg.
Na de oorlog werd de vraag naar staal nog vergroot doordat de verwoeste gebieden in de Sovjet-Unie weer moesten worden opgebouwd. De stad werd een belangrijk knooppunt voor geëlektrificeerd treinverkeer en er werd een nieuwe elektriciteitscentrale geopend. In 1958 werd in Serov het eerste Ferrosilicium geproduceerd en in de jaren 70 werd er een houtfabriek gebouwd en een gaspijpleiding naar de stad aangelegd.

### Post-communistische jaren
De perestrojka van Gorbatsjov zorgde begin jaren 90 voor een grote economische neergang in Rusland, die ook Serov zwaar trof. Er ontstond grote werkloosheid en armoede. In die tijd werden ook veel staatsbedrijven geprivatiseerd. Op 14 juli 1993 brak een dam door van het Kiselevskoje reservoir, waarbij 1373 mensen hun huis verloren.
De economie heeft zich sinds 2000 weer wat hersteld; de stad wordt weer wat verbeterd en de levensstandaard is weer gestegen. In november 2004 werden het Russische Bodybuilding en Fittnesskampioenschappen in Serov gehouden. De huidige burgemeester is sinds 14 maart 2004 Vladimir Anisimov.

## Economie
De stad is nog steeds een belangrijk mijnbouwcentrum en industriestad. De industrie bestaat voor 80% uit Ferro-metallurgie. De belangrijkste delfstoffen uit het gebied rondom de stad zijn bauxiet, bruinkool, ijzererts en goud. De industrie richt zich vooral toe op de productie van staal en gietijzer. In Serov wordt ook ongeveer 5% van alle ijzer-chroom legeringen in de wereld geproduceerd.
| 1926   | 1939   | 1959   | 1970    | 1979    | 1989    | 2002   |
| ------ | ------ | ------ | ------- | ------- | ------- | ------ |
| 33.000 | 65.000 | 98.000 | 101.000 | 101.400 | 104.158 | 99.804 |

## Geboren
- Natalja Tobias (22 november 1980), middellangeafstandsloopster